# Vincas Bartuška (Fußballspieler)
	Vincas Vytautas Bartuška (* 1. Apriljul. / 14. April 1901greg. in Turlojiškė; † 11. September 1988 in Wickliffe) war ein litauischer Fußballspieler und Pilot. Mit der Litauischen Fußballnationalmannschaft nahm er an den Olympischen Sommerspielen 1924 in Paris teil.

## Karriere und Leben

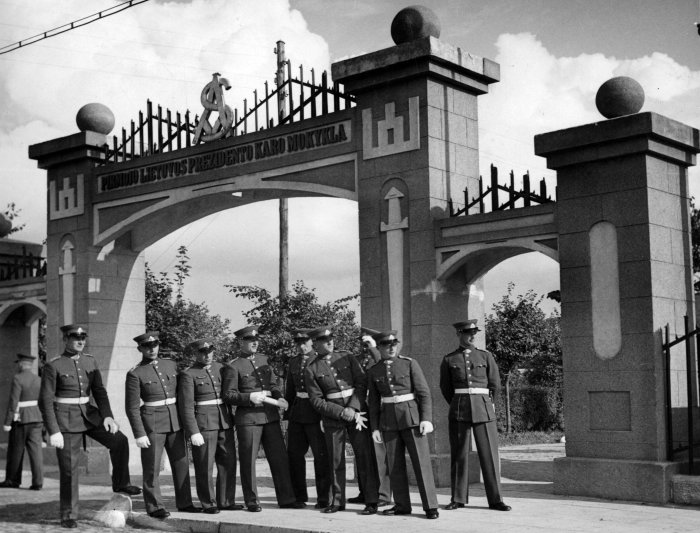
Haupttor der Militärschule Kaunas

Vincas Bartuška wurde im Jahr 1901 in Turlojiškė, einem Dorf in der Region Marijampolė, im damaligen Russischen Kaiserreich geboren. Zwischen den 1890er und 1920er Jahren wanderten viele Litauer nach Schottland aus. Mit seiner Familie lebte Bartuška ab dem Jahr 1904 in Glasgow und arbeitete später als Zeitungsverwalter. Er war das einzige Kind der insgesamt sieben Geschwister der Familie das nicht in Glasgow geboren wurde.
Im Jahr 1921 ging er nach der Unabhängigkeit der Republik Litauen vom Russischen Kaiserreich zurück in sein Geburtsland. Im November 1921 begann er seinen Dienst im Husarenregiment der Litauischen Streitkräfte und wurde zum Verpflegungsdienst des Regiments ernannt. Im August 1922 trat er in die Militärschule in Kaunas ein.
Von 1923 bis 1928 spielte er in der Fußballmannschaft der Litauischen Leibeserziehungsunion LFLS Kaunas. Er wurde dreimal litauischer Fußballmeister mit dem Verein in den Jahren 1922, 1923 und 1927. Dabei spielte er unter anderem zusammen in einem Team mit den zukünftigen Luftfahrtoffizieren Steponas Darius, Romualdas Marcinkus und Albinas Bulvičius. Von 1923 bis 1926 bestritt er sieben Länderspiele für die Litauische Fußballnationalmannschaft und fungierte dreimal als Kapitän. Am 24. Juni 1923 bestritt er das erste offizielle Spiel der litauischen Nationalmannschaft gegen Estland. 1924 nahm er als Mitglied der litauischen Mannschaft am olympischen Fußballturnier teil.
Im Juli 1924 schloss er die Militärschule im Rang eines Leutnants ab und wurde dem 5. Infanterie-Regiment zugeteilt. Später wurde Bartuška Unteroffizier der 5. Kompanie. Er wurde auch mit der Betreuung der Regimentsfußballmannschaft beauftragt. Ab 1926 war Bartuška Teil der Litauischen Luftstreitkräfte und diente zunächst im 4. Luftgeschwader als Nachrichtenoffizier. Ende des Jahres 1926 wurde er zur Ausbildungsstaffel versetzt und schloss diese im Juli 1927 ab. Im selben Jahr wurde Bartuška als Offiziersflieger zur 2. Fliegerstaffel versetzt. Im Mai und Juni 1928 verbrachte er zwei Monate in England.
1929 wurde er zum Adjutanten des Premierministers Augustinas Voldemaras ernannt. Nach seiner Tätigkeit als Adjutant erwartete Bartuška eine Versetzung in die Informationsabteilung des Innenministeriums, wurde jedoch zur 9. Infanterie versetzt. Da er die Versetzung zum Infanterieregiment als Unteroffizier als Demütigung für ihn als Offizier betrachtete, stellte er einen Antrag auf Entlassung in die Reserve. Am 11. Oktober 1929 wurde er in die Reserve der Fliegeroffiziere entlassen.
1931 war er Sekretär des litauischen Generalkonsulats in London. Im selben Jahr starben zwei seiner Brüder an Typhus. 1936 schloss er sein Studium an der Fakultät für Wirtschaftswissenschaften an der Vytautas-Magnus-Universität ab. Im Jahr 1939 war er leitender Buchhalter im Finanzministerium in Wilna und Kandidat für den Litauischen Staatsrat.
Bartuška starb im Jahr 1988 in Wickliffe, einem Vorort der US-amerikanischen Stadt Cleveland, im Alter von 87 Jahren und wurde in Chardon beerdigt.
Er war Träger des Orden des litauischen Großfürsten Gediminas und der Litauischen Unabhängigkeitsmedaille.

## Erfolge
mit dem LFLS Kaunas:
- Litauischer Meister: 1922, 1923, 1927